# Pont Giacomo-Matteotti
Le pont Giacomo-Matteotti (en abrégé: pont Matteotti), également connu sous le nom de pont de la Littorio, est un pont de Rome sur le Tibre. Il relie le quai Arnaldo da Brescia à la piazza delle Cinque Giornate, dans le quartier de Prati et dans les quartiers de Flaminio et Della Vittoria.

## Description
Conçu par Augusto Antonelli (sous le nom de passerelle de la Milice), sa construction a débuté en 1924 et s'est achevée cinq ans plus tard. Il a été ouvert le 21 avril 1929 sous le nom de pont de la Littorio.
Après la seconde guerre mondiale, il a été consacré à Giacomo Matteotti, député socialiste enlevé en 1929 par les fascistes dans le voisinage du pont.
Il dispose de trois voûtes de maçonnerie et mesure environ 138 mètres.

## Transport
Le pont est parcouru par le tramway 19.